# ساندرا فيرغارا
ساندرا فيرغارا (بالإسبانية: Sandra Vergara)‏ هي ممثلة وعارضة أزياء كولومبية، وهي شقيقة الممثلة الأخرى صوفيا فيرغارا.

## الحياة المهنية
ولدت ساندرا في عام 1988. كانت والدتها هي أخت أم صوفيا فيرغارا مارغريتا، وعندما بلغت من العمر بضع شهور قامت خالتها بتبنيها، وذلك بسبب مرض والدتها وعدم شعورها بالراحة. بدأت ساندرا حياتها في عالم عروض الأزياء وهي في سن 24.
كان أول ظهور لها في عام 2009 من خلال مشاركتها في حلقة من مسلسل سي إس آي: ميامي بعنوان «قضية»، ثم ظهرت بعد ذلك عام 2010 في مسلسل شيكو دي مي باريو بدور صوفيا حيث شاركت في 40 حلقة كاملة من المسلسل، كما ظهرت في فيلم ليلة الرعب في دور جينجر. في آذار/مارس 2011، أصبحت فيرغارا مقدمة ومذيعة في شركة ان بي سي. وفي عام 2013، حصلت الكولومبية على دور ثانوي في مسلسل الجريئة والجميلة حيث جسدت دور تيريزا كورازون لمدة أربع حلقات فقط، وفي وقت لاحق من السنة تمكنت من الحصول على دور البطولة في حلقة من مسلسل سي اس آي: التحقيق في موقع الجريمة. وكانت في نفش الوقت قد بدأت تقديم برنامج حواري يدور حول الجراحة التجميلية بعنوان العمل الجيد (بالإنجليزية: Good Work)‏.

## قائمة أفلامها
| في الأفلام   | في الأفلام                        | في الأفلام      | في الأفلام                              |
| السنة        | الفيلم                            | الدور           | ملاحظات                                 |
| ------------ | --------------------------------- | --------------- | --------------------------------------- |
| 2004         | أيام من سانتياغو                  | ساندرا          |                                         |
| 2009         | لوس ديل الشمسية                   | مولي            |                                         |
| 2007         | بايلا لاب                         | باميلا          |                                         |
| 2011         | عالم الرجال                       | تيا             | فيلم تلفزيوني                           |
| 2011         | ليلة رعب                          | جينجر           |                                         |
| 2011         | بارك الله في أمريكا               | مرسيدس بار      |                                         |
| 2012         | غباء البنات                       | ماريسول         | فيلم تلفزيوني                           |
| 2014         | الأغنية من الشحرور                | مقدم المسرح     | فيلم قصير                               |
| في التلفزيون |                                   |                 |                                         |
| السنة        | العنوان                           | الدور           | ملاحظات                                 |
| 2006         | كوندومينيو                        | ساندي           | الحلقة: "الطيار"                        |
| 2007         | بايلا لاب                         | باميلا          |                                         |
| 2008         | الساعة الحادية عشرة               | كو إيد          | الحلقة: "اللحم"                         |
| 2009         | سي إس آي: ميامي                   | الجميلة         | الحلقة: "رأسك"                          |
| 2010         | نيب/تك                            | أوريليا غالاردو | الحلقة: "فيرجينيا هايز"                 |
| 2010         | شيكو دي مي باريو                  | صوفيا           | الممثلة الرئيسية 40 حلقة                |
| 2012         | جلب                               | عدي             | دور متكرر 3 حلقات                       |
| 2013         | سي اس آي: التحقيق في موقع الجريمة | سيلفانا كويرتو  | الحلقة: "المنفى"                        |
| 2013         | الجريئة والجميلة                  | تيريزا كورازون  | دور متكرر (9 مايو–5 تموز/يوليو) 5 حلقات |
| 2015–        | عمل جيد                           | نفسها           | 6 حلقات                                 |

## وصلات خارجية
- ساندرا فيرغارا على موقع IMDb (الإنجليزية)
- ساندرا فيرغارا على موقع قاعدة بيانات الفيلم (الإنجليزية)